# Mıstıklar, Kınık
Mıstıklar là một xã thuộc huyện Kınık, tỉnh İzmir, Thổ Nhĩ Kỳ. Dân số thời điểm năm 2010 là 233 người.